# GSC1875-1838
GSC1875-1838 — хімічно пекулярна зоря спектрального класу A3, що має видиму зоряну величину в смузі V приблизно 10,8.